# Servicio Latinoamericano de la BBC
El Servicio Latinoamericano de la BBC fue un servicio de radio internacional en español para América Latina realizado por la radiodifusora pública británica BBC entre 1938 y 2011.
La señal de intervalo de la BBC consistía en tres tonos electrónicos que representan las letras B-B-C.

## Historia
El Servicio Latinoamericano de la BBC salió al aire en Londres el 14 de marzo de 1938. Sir John Reed, director general de la BBC, escribió un discurso de saludo para los oyentes en América Latina, el que fue transmitido por el locutor colombiano Jorge Camacho durante el boletín inaugural. El Servicio Latinoamericano tenía como objetivo contrarrestar la propaganda de las Potencias del Eje en el continente americano. Para el año siguiente, el Servicio Latinoamericano tenía 4 horas de transmisiones. Después del fin de la Segunda Guerra Mundial, la BBC llevó información libre de censura hacia aquellos países latinoamericanos regidos por dictaduras militares.
La imparcialidad editorial de BBC de Londres fue puesta a prueba en la guerra de las Malvinas. El ministerio de Defensa británico, ante la negativa de la BBC de convertirse en un medio de propaganda inglés, decomisó un transmisor del Servicio Mundial de la BBC en la isla Ascensión para difundir, por la frecuencia de 9.710 kHz, una emisora de corta duración llamada Radio Atlántico del Sur. Por otra parte, el gobierno militar argentino usó, sin mucho éxito, señales de interferencia para impedir la escucha de la BBC de Londres en onda corta. El gobierno militar argentino prohibió además los enlaces que varias radios argentinas tenían con la BBC.
El 10 de octubre de 2005, el Servicio Latinoamericano de la BBC cambió su nombre por el de BBC Mundo. 
El 24 de marzo de 2008, BBC Mundo redujo notablemente su programación radial para concentrar sus recursos en su sitio de internet. Para el 21 de marzo de 2009, la oferta radial de BBC Mundo estaba reducida a un programa de 15 minutos de duración llamado BBC Mundo Radio que se difundía de lunes a viernes.
El 26 de enero de 2011, la BBC anunció el cese definitivo de la transmisión en onda corta en español para Cuba; así como la desaparición del servicio de podcast de BBC Mundo Radio y el despido de personal.  Esto es consecuencia del recorte del 25% de su presupuesto. El 22 de febrero de 2011, se ratificó en el sitio web de BBC Mundo el fin de las transmisiones de radio. El servicio de podcast de BBC Mundo se mantuvo semanalmente (cada jueves) hasta el 21 de julio de 2011 cuando fue cancelado, finalizando más de setenta años de producción radial en español de la BBC.

## Medios de transmisión
Desde sus comienzos, El Servicio Latinoamericano de la BBC ha usado la onda corta. Las transmisiones iban dirigidas a Suramérica, Centroamérica y el Caribe; así como también a los Estados Unidos. Desde el 30 de octubre de 2005, la cobertura fue disminuida a solamente Centroamérica y el Caribe. Para 2009 y hasta 2011, la emisión por onda corta era dirigida especialmente a Cuba, aunque la señal podía ser sintonizada en varios países del área del Caribe y el norte de Suramérica.
La programación del Servicio Latinoamericano de la BBC era retransmitida por estaciones de radio asociadas en AM y FM en diferentes países americanos desde los tiempos de la Segunda Guerra Mundial. Desde el siglo XXI, los programas se encontraban también disponibles en el sitio web BBCMundo.com.

## Programas
Algunos programas del Servicio Latinoamericano de la BBC fueron:
- Ritmo. Se transmitía los sábados a la noche. Estaba basado en el Top 40 de Inglaterra. Comentaban los ingresos y egresos de canciones. Leían la correspondencia de los oyentes. La producción se encargaba de contestar todas las cartas recibidas. Mandaban por correo la programación, el folleto "Escúchanos mejor" (con instrucciones para escuchar mejor la Onda Corta), un prendedor, carnet de la BBC y alguna revista de música del momento.
- Carrusel Londinense.[12]

- El Circuito: lectura de la correspondencia de los oyentes.[13]

- Efemérides BBC: Las fechas y acontecimientos más importantes de la historia. Conductor: Eliud Porras.[14]

- BBC Estudio Abierto: programa de entrevistas interactivas.[15]

Otros programas fueron: Al pie del Big Ben, Páginas de un libro  (lectura dramatizada de obras de la literatura universal), Música sin fronteras, Ritmo, Enfoque (análisis de las noticias), Vía libre, BBC Mundo Hoy, BBC Deportes, BBC Enlace, Ciencia al día, Fútbol Europa y Notas de Jazz.
También había un programa en el que se traducían canciones del momento. realizado por los mismos de "Ritmo".